# Koritna (Dubrava)
 Koritna  falu Horvátországban Zágráb megyében. Közigazgatásilag Dubravához tartozik.

## Fekvése
Zágrábtól 42 km-re keletre, községközpontjától 4 km-re északnyugatra, a megye keleti részén fekszik.

## Története
A települést 1492-ben, 1498-ban, 1503-ban és 1520-ban a zágrábi püspökség birtokaként említik. A török a 16. században elpusztította, de 1598 és 1618 között a katonai határvidékről újratelepítették. A 19. század végén a Zagorje és a Morava vidékéről érkeztek új telepesek. 
1857-ben 122, 1910-ben 224 lakosa volt. Trianonig Belovár-Kőrös vármegye Križi járásához tartozott. 2001-ben 204  lakosa volt.

## Lakosság
| Lakosság változása | Lakosság változása | Lakosság változása | Lakosság változása | Lakosság változása | Lakosság változása | Lakosság változása | Lakosság változása | Lakosság változása | Lakosság változása | Lakosság változása | Lakosság változása | Lakosság változása | Lakosság változása | Lakosság változása |  |
| ------------------ | ------------------ | ------------------ | ------------------ | ------------------ | ------------------ | ------------------ | ------------------ | ------------------ | ------------------ | ------------------ | ------------------ | ------------------ | ------------------ | ------------------ |  |
| 1857               | 1869               | 1880               | 1890               | 1900               | 1910               | 1921               | 1931               | 1948               | 1953               | 1961               | 1971               | 1981               | 1991               | 2001               |  |
| 122                | 137                | 97                 | 180                | 206                | 224                | 222                | 247                | 263                | 242                | 222                | 208                | 176                | 175                | 204                |  |

## Nevezetességei
- Szent Flórián szobor.
- Szent Flórián tiszteletére szentelt kápolnája.

## Külső hivatkozások
Dubrava község hivatalos oldala